# BKK Faber-Castell & Partner
Die BKK Faber-Castell & Partner ist eine deutsche Krankenkasse aus der Gruppe der Betriebskrankenkassen, die für Bayern geöffnet ist. Die Körperschaft des öffentlichen Rechts ist Träger der gesetzlichen Krankenversicherung in Deutschland.
Ihren Ursprung hat die Betriebskrankenkasse in den Unternehmen A. W. Faber-Castell GmbH, Optische Werke G. Rodenstock, F. X. Nachtmann GmbH, Porzellanfabrik W. Goebel, PFA GmbH, Mitras Kunststoffe GmbH, Flachglas AG und Pfleiderer GmbH & Co. KG.

## Geschichte
1844 gründete Lothar von Faber die Betriebskrankenkasse für die Belegschaft der von ihm ab 1839 in vierter Generation geführten Bleistiftfabrik A. W. Faber, heute Faber-Castell. Im Jahr 2000 fusionierte die Betriebskrankenkasse der Optischen Werke G. Rodenstock mit der BKK Faber-Castell zur neu entstandenen BKK Faber-Castell & Partner. 2001 schlossen sich die Betriebskrankenkassen der F. X. Nachtmann Bleikristallwerke, des ehemaligen Waggonbauunternehmens PFA in Weiden, der bayerischen Niederlassung der Flachglas AG an. 2004 schloss sich die Betriebskrankenkasse der Porzellanfabrik W. Goebel an.
Ein Fusionsvorhaben mit der BKK Textilgruppe Hof wurde 2024 durch das Bundeskartellamt geprüft und zurückgenommen.

## Partner- und Trägerunternehmen
Betriebskrankenkassen haben mindestens ein Trägerunternehmen. Durch die Fusionen hat die BKK Faber-Castell & Partner mehrere Partner- und Trägerunternehmen:
- Rodenstock GmbH, Regen
- MITRAS Materials GmbH, Weiden
- Qioptiq Photonics GmbH & Co. KG, Regen
- Polytec Group
- Faber-Castell AG, Stein
- Pilkington Deutschland AG, Weiherhammer
- Faber-Castell AG, Geroldsgrün
- W. Goebel Porzellanfabrik GmbH, Rödental
- Nachtmann GmbH Neustadt/Waldnaab, Weiden
- Pfleiderer GmbH & Co. KG, Teisnach

## Finanzen
Seit 1. Januar 2009 werden die Beitragssätze vom Gesetzgeber einheitlich vorgegeben und seit 2015 die Möglichkeit für einen Zusatzbeitrag gegeben. Aktuell beträgt der allgemeine Beitragssatz (für krankengeldberechtigte Mitglieder und Rentner) 14,6 Prozent. Mitglieder ohne Krankengeldanspruch zahlen einen ermäßigten Beitragssatz in Höhe von 14,0 Prozent. Die BKK Faber-Castell & Partner erhob bis 31. Dezember 2014 keinen Zusatzbeitrag. Seit dem 1. Januar 2015 erhebt sie einen einkommensabhängigen Zusatzbeitrag, 2015 in Höhe von 0,35 Prozent des beitragspflichtigen Einkommens, 2016 in Höhe von 0,50 Prozent, 2017 bis 2022 in Höhe von 0,65 Prozent, 2023 in Höhe von 1,35 Prozent, 2024 in Höhe von 1,1 Prozent und seit 2025 2,18 %.
Im Jahr 2022 lagen die Verwaltungskosten bei rund 119,27 Euro je Versicherten. Das entspricht etwa 3,9 Prozent der Ausgaben.